# Seasons Of Love
 「 Seasons of Love 」は、ブロードウェイミュージカルRentの挿入歌で、 ジョナサン・ラーソンによって作曲された。Rentの中で最も重要な曲。 歌はオスチナートのピアノ主題から始まり、歌い出しは「52万5600分」（1年間を分数に例えた表現）で始まる。 曲全体で使用される主な楽器は、ピアノ、ボーカル、ギター、オルガン、ベース、ドラム。 
この曲は、ミュージカルでも、2005年制作の映画化作品でも、全出演者によって演奏されている。 歌詞は、「人の人生のうち、一年の価値を計測する方法」は何かを問い続け、最終的には「愛情で測ろう」("measure in love") と結ぶ内容になっている。主役の内4人がHIV、またはAIDSに感染していることから、この曲はしばしば世界エイズデーやエイズ啓発月間と関連付けて歌われる。